# Acido pristanico
L'acido pristanico (acido 2,6,10,14-tetrametilpentadecanoico) è un acido grasso saturo terpenoide presente in concentrazioni micromolari nel plasma di soggetti sani. Si trova inoltre nei lipidi derivanti da molte fonti come le spugne d'acqua dolce, i krill, i lombrichi, le balene, grassi del latte umano, depositi di grasso bovino, grassi del burro o nel petrolio californiano. Di solito è presente in associazione con l'acido fitanico. Nell'uomo, l'acido pristanico è ottenuto da due fonti: o direttamente attraverso la dieta o come prodotto di alfa ossidazione dell'acido fitanico. A concentrazioni fisiologiche l'acido pristanico è un ligando naturale della PPARα. Nel fegato, l'acido pristanico è degradata da una beta-ossidazione perossisomiale in propionil-CoA. Insieme con l'acido fitanico, l'acido pristanico si accumula in varie malattie ereditarie quali la sindrome di Zellweger.
I sali e gli esteri dell'acido pristanico sono chiamati pristanati.
L'acido pristanico è stato isolato dalla materia grassa del burro da RP Hansen e JD Morrison nel 1964. Il nome della sostanza è derivato da pristano (2,6,10,14-tetrametilpentadecano), l'idrocarburo corrispondente. Pristano è stato isolato dal fegato di squali e deriva dal latino Pristis, "squalo".